# La Colombe (Loir-et-Cher)
La Colombe település Franciaországban, Loir-et-Cher megyében. Lakosainak száma 202 fő (2018. január 1.). La Colombe Autainville, Moisy, Saint-Léonard-en-Beauce, Semerville és Vievy-le-Rayé községekkel határos.

## Népesség
A település népességének változása:
| Lakosok száma | 227  | 212  | 149  | 127  | 119  | 183  | 205  | 214  | 203  | 202  |
|               | 1962 | 1968 | 1982 | 1990 | 1999 | 2008 | 2011 | 2013 | 2017 | 2018 |